# Altér-real
Altér-real är en hästras som utvecklades i Portugal specifikt för att bära kungligheter och för att framhäva sin ryttares hjältemod. Ordet Real i rasens namn antyder även detta då real betyder "kunglig" på portugisiska. Förfadern till Alter-real är den berömda spanska hästen som gett rasen dess mod och nobla karaktär. Rasen har haft en mycket stormig historia och var nästan utrotningshotad fram till 1930. Numera är rasen ganska ovanlig men inte hotad och de är utmärkta ridhästar som skolas i de svåraste dressyrmomenten. 

## Historia
Uppfödningen av Alter-Real-hästarna har sina rötter i Portugal redan 1748 av den kungliga familjen Braganza i staden Vila de Portel i provinsen Alantejo. Stuteriet var känt för sina hästar under den här tiden. Uppfödningen av den modernare Alter-Real-hästen började med cirka 300 spanska hästar, främst andalusiska ston som importerades från de spanska trakterna Jerez de la Frontera, Spaniens främsta avelsregion av rena andalusiska hästar. De andalusiska hästarna korades med familjen Braganzas hästar. 
1756 flyttades uppfödningen till staden Alter de Chao. Hästarna avlades fram för att förse det kungliga stallet i Lissabon med hästar som skulle användas som körhästar och till klassisk ridkonst, något som var ett stort intresse hos den portugisiska kungen. Det var staden Alter de Chao och anknytan till kungen som gav rasen dess namn. 
Stuteriet i Alter blomstrade och försåg den kungliga manegen i Lissabon med hästar. Rasen fick hög status genom uppvisningarna som hölls där och för deras naturliga förmåga att prestera svåra klassiska dressyrövningar. 
I början av 1800-talet försvann eller stals nästan alla hästar från stuteriet under Napoleons plundringar på den Iberiska halvön. 1834 drabbades Alter av flera katastrofer som slutligen gjorde att de kungliga stallarna stängdes. Den italienska drottningen Maria Pia gjorde i slutet av 1800-talet ett nytt försök att organisera aveln och stuteriverksamheten igen. Man tillförde ädlare blod till rasen genom engelska halvblodshästar, normander, hannoveranare och framför allt arabiska fullblod. Men dessa experiment blev inte så lyckade och rasen var nästan helt ödelagd. Den räddades så småningom genom importering av andalusiska hästar men 1910 förstördes stuteriets arkiv nästan helt. 
Det var inte förrän 1932 som finansdepartementet beslöt sig för att återuppta aveln och rädda rasen, framförallt med hjälp av aktivt arbete från en man vid namn Ruy d'Andrades. Dr Ruy d'Andrades var en ledande hästexpert under början av 1900-talet och han hade lyckats rädda två hingstar och några ston från stuteriet. Stuteriet övertogs av jordbruksministeriet och är idag en viktig del av Portugals kulturella arv. 
En rasexpert vid namn Leather de Macedo framhöll i en artikel år 1971 att rasen har återfått mycket av det utseende den hade på 1700-talet. Men Macedo menade att rasen hade exteriöra fel och kunde vara väldigt temperamentsfull och till och med våldsam ibland. Han menade också att rasen kunde förekomma som skäckar, skimlar och fuxar. Idag är det dock bara brun och mörkbrun som är tillåtet och rasen anses inte längre vara våldsam av sig. Den räknas nu till barockhästarna.

## Utseende

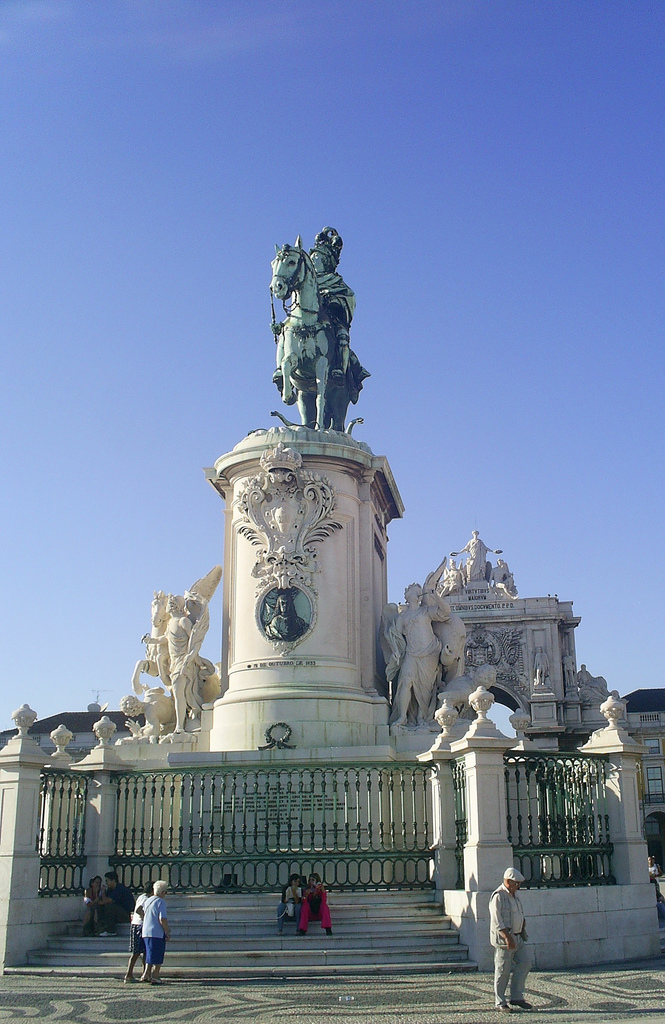
Alter-Real användes av det portugisiska kungahuset under 1700-talet. Här ses en ryttarstaty av den portugisiska kungen Dom José på en Alter-Real vid namn Gentil. Statyn står på Svarta hästens torg i Lissabon.

Mankhöjden ligger vanligtvis mellan 150 och 160 cm hos Alter-Real-hästarna. Tillåtna färger är brun och mörkbrun. Huvudet är av medelstorlek med en framträdande käke och en rak eller lätt utåtbuktande nosprofil. Halsen är kort men väl musklad och lätt välvd. Manken är framträdande och länderna är muskulösa. Bogen är något lutande som ger bra rörelser och rasen ska överlag ha en kompakt och stark benmassa. Benen är slanka men starka med robusta skenben och leder, även om underbenen är något längre i förhållande till överbenen.

## Egenskaper
Den moderna Alter-Realen har trots alla förändringar och katastrofer överlevt och har blivit en ras med stor mental styrka. Den har en mycket välutvecklad benaktion med höga rörelser vilket gör den lämpad för de högre skolorna inom dressyren. Hästarna används även till klassisk ridkonst som barockridning. Alter-Real är en mycket lättlärd och intelligent ras. Hästarna kan även vara något livliga och temperamentsfulla.
Rasen föds nu upp i ganska stor mån i Portugal där det dessutom är sed att man sätter bjällror runt halsen på stona som går ute på bete. För att försäkra den höga kvalitén hos rasen säljer man av ston och hingstar som inte möter de höga kraven.